# Stazione di Palau Marina
La stazione di Palau Marina è una fermata ferroviaria situata nel comune di Palau, capolinea della ferrovia Sassari-Tempio-Palau, utilizzata esclusivamente per i servizi turistici legati al Trenino Verde.

## Storia

Automotrice ADm all'ingresso dell'impianto nel secondo dopoguerra. Sullo sfondo si nota la gru in uso per il trasbordo delle merci sui traghetti

Lo scalo nacque tra la fine degli anni venti e i primi anni trenta del Novecento ad opera delle Ferrovie Settentrionali Sarde, che ottennero la concessione per la realizzazione e l'esercizio di una linea ferroviaria a scartamento ridotto che collegasse Sassari col porto di Palau, nel quale fu realizzata la stazione terminale dell'infrastruttura. Fu così che la stazione di Palau Marina venne aperta al traffico il 18 gennaio 1932, data di inaugurazione del tronco ferroviario tra Luras e l'impianto. Colloquialmente lo scalo iniziò a essere identificato nel paese come stazione d'ignò (di sotto), per distinguerlo dall'altra stazione locale posta a una quota altimetrica superiore, denominata ufficialmente Palau e informalmente di subra (di sopra).

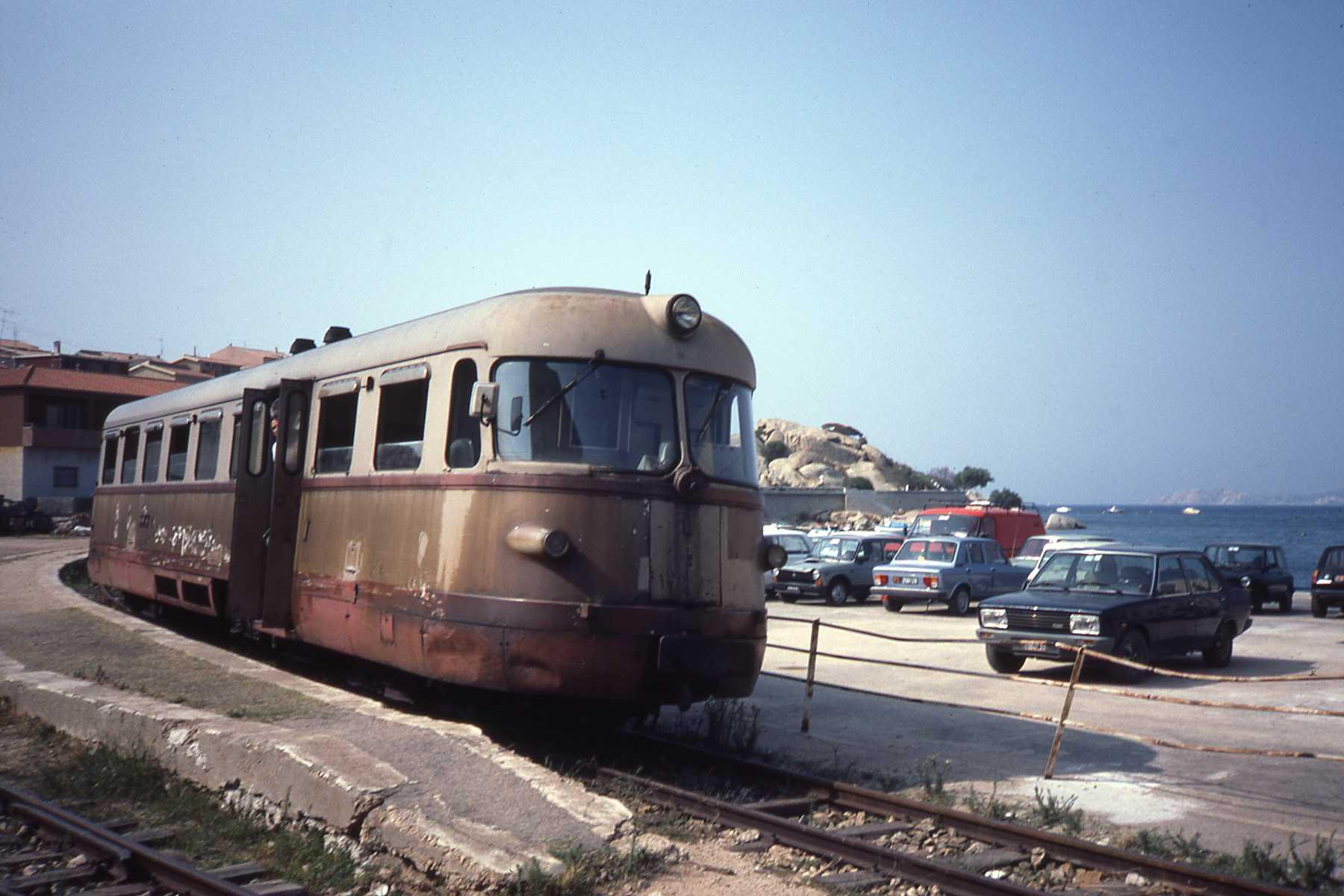
Automotrice ADm delle SFS nel 1984: nell'impianto fu espletato un servizio di trasporto regolare sino all'estate 1997

Passata l'anno successivo alla gestione delle Strade Ferrate Sarde, la stazione nei primi anni di attività rivestì una certa importanza per il trasporto di passeggeri e merci da e verso l'isola di La Maddalena, in particolar modo legati ad aspetti militari vista la presenza di installazioni della Marina Militare italiana nell'area. Tuttavia nel corso dei decenni l'infrastruttura ferroviaria dell'impianto venne più volte ridimensionata, così come vennero smantellate le attrezzature per il carico delle merci sui traghetti, fatto dovuto anche ai vari lavori di riqualificazione dell'area portuale che furono portati avanti nella seconda metà del Novecento.
Nel 1989 l'impianto, trasformato ormai in fermata ad uso prevalente per il servizio viaggiatori, passò dalle SFS alla gestione governativa delle Ferrovie della Sardegna. Lo scalo venne utilizzato per i servizi di trasporto pubblico sino al 16 giugno 1997, data in cui il tronco tra Nulvi e la fermata venne chiuso al traffico ordinario restando attivo esclusivamente per i servizi turistici del Trenino Verde. Dal 2010 l'impianto è gestito dall'ARST.
A fine anni dieci si decise la soppressione dell'ultimo tratto di ferrovia, comprensivo della fermata, nell'ottica di un progetto di riqualificazione del porto gallurese. Tuttavia tale operazione fu bloccata su azione della Direzione generale Archeologia, belle arti e paesaggio del Ministero per i beni e le attività culturali e della locale Soprintendenza, in quanto l'intera Sassari-Tempio-Palau è considerata bene d'interesse storico nonché ferrovia turistica protetta dalla legge 128 del 9 agosto 2017. Nonostante ciò l'avvio dei lavori nel 2020, sebbene bloccati dopo breve tempo, impedisce da allora l'utilizzo dell'impianto.

## Strutture e impianti

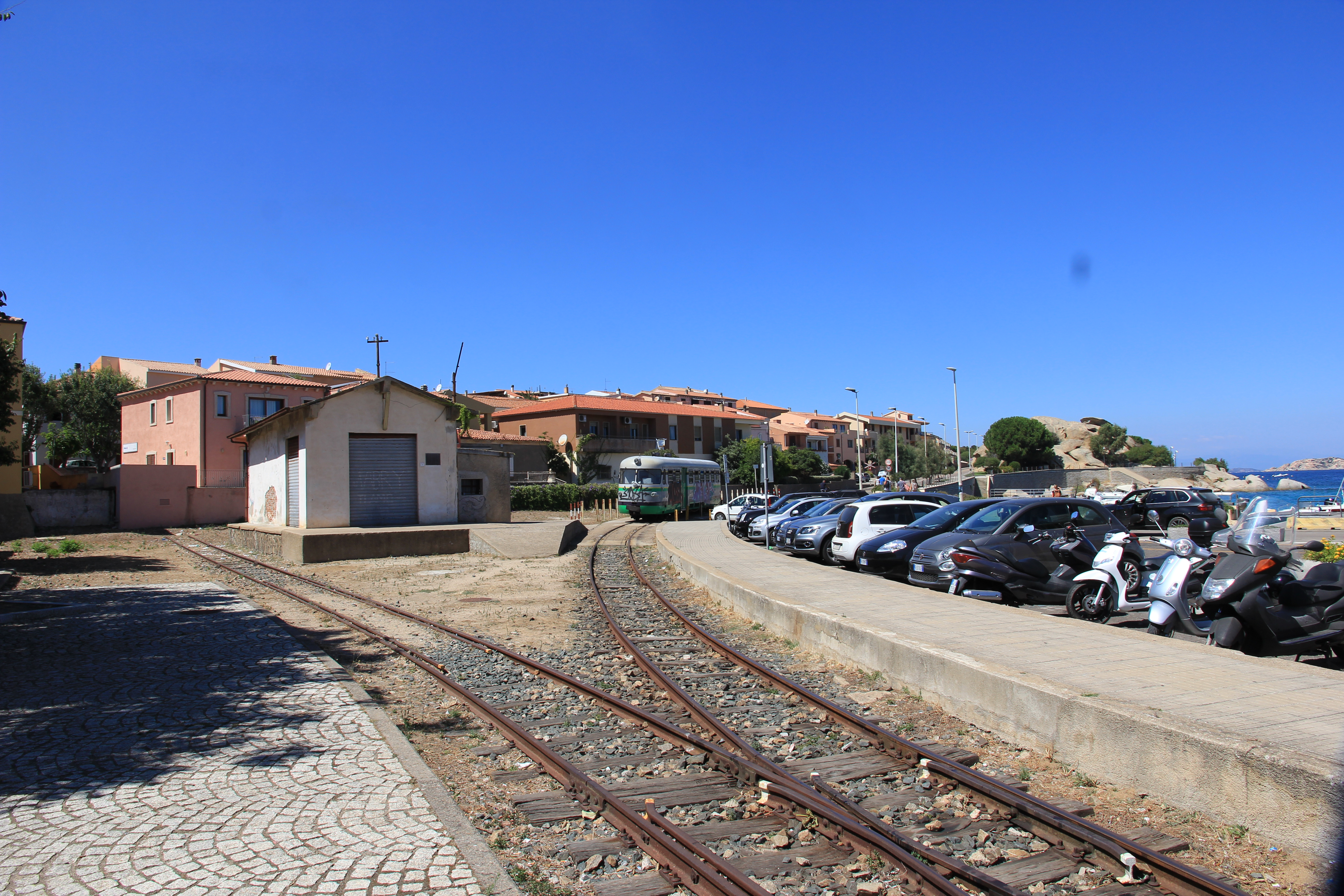
I binari dell'impianto, con sulla destra quello di corsa e a sinistra il tronchino merci, affiancato da un magazzino e dal relativo piano di carico

Lo scalo di Palau Marina presenta conformazione di fermata terminale, ed è il capolinea della linea ferroviaria che dal centro gallurese giunge sino a Sassari. L'impianto è dotato di due binari a scartamento da 950 mm, di cui il principale (di corsa) termina tronco dinanzi al fabbricato viaggiatori ed è dotato di banchine. Da esso si dirama un tronchino che termina nell'area del dismesso scalo merci, affiancando il relativo magazzino ed il suo piano caricatore.
Lo schema binari in passato era tuttavia più complesso, con la presenza di due tronchini nell'area merci, e di un ulteriore binario tronco nell'area del fabbricato viaggiatori. Il binario di corsa, curvo, proseguiva sino al molo del porto terminando sotto una gru per il trasbordo delle merci, salvo poi essere riprofilato e arretrato con i lavori di ampliamento della banchina e di recupero terra eseguiti nel porto. In origine inoltre un ulteriore tronchino era presente nell'area viaggiatori.
Da segnalare inoltre come l'impianto sia collegato al resto della ferrovia tramite un'asta di manovra posta ad alcune centinaia di metri di distanza dallo scalo: in corrispondenza di questo scambio i mezzi invertono il senso di marcia per le relazioni da e verso la stazione di Palau ed il resto della linea potendo superare in maniera progressiva la pendenza tra l'area portuale e la parte alta del paese.
Oltre al magazzino merci l'impianto è dotato di un fabbricato viaggiatori posto in posizione leggermente sopraelevata rispetto alla ferrovia: tale edificio ha pianta quadrata e si sviluppa su due piani (più tetto a falde), con due luci sul lato binari. Lo stabile è di norma chiuso al pubblico stante l'impresenziamento della fermata, dotata anche di un locale per i servizi igienici.

## Movimento

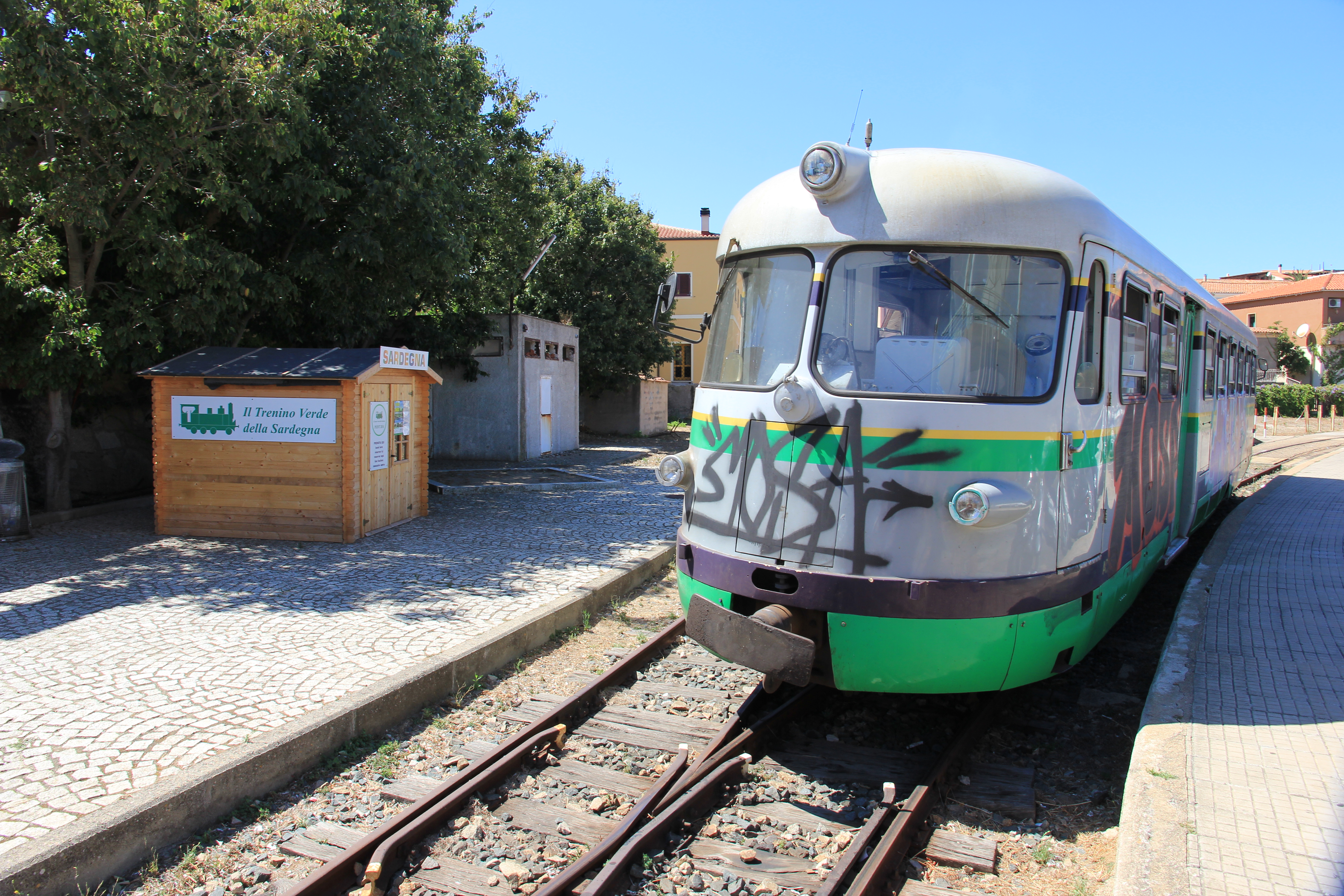
Automotrice ADm dell'ARST in sosta nell'impianto, davanti al punto informazioni del Trenino Verde

Servita in passato dai treni per il servizio di trasporto pubblico delle varie concessionarie ferroviarie che hanno gestito la linea, la fermata dal giugno 1997 sino a fine anni dieci è stata utilizzata esclusivamente per le relazioni turistiche del Trenino Verde, effettuate a partire dal 2010 a cura dell'ARST. Dal 2020 la fermata è inutilizzabile a causa della presenza di alcuni cantieri (poi sospesi) nell'area del terminal ferroviario.

## Servizi
Prima dell'avvio dei lavori che l'hanno resa inagibile la fermata era dotata di una sala d'attesa e di servizi igienici, sebbene di norma non aperti al pubblico. Era inoltre presente un punto informazioni con biglietteria del Trenino Verde.
- Biglietteria a sportello
- Sala d'attesa
- Servizi igienici

## Interscambi
A pochi metri dallo scalo è situata una fermata delle autolinee ARST che effettuano relazioni di tipo interurbano con i capoluoghi di provincia e con altri centri limitrofi.
L'impianto è posto a pochi metri dal mare, trovandosi nell'area del porto di Palau, collegato da un servizio di traghetti con la vicina isola di La Maddalena.
- Fermata autobus
- Stazione taxi